# Масленникова, Ирина Ивановна
Ири́на Ива́новна Ма́сленникова (3 июня 1918, Киев — 11 февраля 2013, Москва) — советская оперная певица (колоратурное сопрано), оперный либреттист, переводчица, педагог, профессор Московской консерватории. Солистка Большого театра СССР (1943—1960). Народная артистка РСФСР (1957).

## Биография
С 1938 года обучалась в Киевской консерватории (класс Ф. Н. Паляева и М. Э. Донец-Тессейр). Выступала в оперных спектаклях консерватории («Свадьба Фигаро» В. А. Моцарта, «Фра-Дьяволо» Д. Обера и других).
В 1941 году была зачислена в стажёрскую труппу киевского Театра оперы и балета имени Шевченко, в годы Великой Отечественной войны вместе с коллективом театра эвакуировалась в Уфу, затем в Иркутск, откуда уехала в Москву и была принята в Большой театр.
В 1943 году дебютировала в филиале Большого театра (партия Джильды в опере «Риголетто» Дж. Верди). Принимал её Самуил Самосуд. В том же году, будучи солисткой оперы, Масленникова с отличием окончила экстернат Киевской консерватории. Получала консультации у народной артистки СССР Е. К. Катульской.
В 1947 году Масленникова получила первую премию на Первом Всемирном фестивале молодёжи и студентов в Праге.
До 1960 года Ирина Масленникова — ведущая солистка Большого театра СССР. Вела активную концертную деятельность.
С 1956 по 1974 год работала педагогом на вокальном отделении Государственного института театрального искусства (ГИТИС), а с 1974 года стала преподавать в Московской консерватории. С 2002 года Ирина Ивановна Масленникова — профессор вокала в Центре оперного пения под руководством Г. Вишневской.
Имеет диплом об окончании Университета истории КПСС[прояснить]. Масленникова руководила просветительской организацией студентов Московской консерватории, является членом Союза театральных деятелей, членом Академии исполнительского искусства и педагогики, членом Союза литераторов и переводчиков. В 1995 и 2002 годах — Председатель дипломной комиссии в Государственном музыкально-педагогическом институте имени Гнесиных, Председатель дипломной комиссии в РАТИ.
Член Союза театральных деятелей, член Академии исполнительского искусства и педагогики, член Союза литераторов и переводчиков.
Скончалась 11 февраля 2013 года в Москве. Урна с прахом захоронена на Новодевичьем кладбище на участке 10 в могиле Б. А. Покровского.

### Личная жизнь
Жена режиссёра-постановщика оперных спектаклей, главного режиссёра Большого театра Б. А. Покровского.
Была четвёртой женой С. Я. Лемешева; родившаяся в браке дочь — Мария Лемешева — солистка театра под руководством Б. Покровского.

## Записи

### Полные записи опер
Н. А. Римский-Корсаков. «Снегурочка» (Снегурочка)
- 1947 — Лемешев (Царь Берендей), Максакова (Лель), Иванов (Мизгирь), Панова (Купава), Обухова (Весна), Михайлов (Мороз), Красовский (Бермята), Шевцов, Левина, Годовкин, Сказин. ГАБТ СССР, дир. К. Кондрашин.

Д. Верди. «Риголетто» (Джильда)
- 1947 — Козловский (Герцог Мантуанский), Ан. Иванов (Риголетто), Гаврюшов (Спарафучилле), Борисенко (Маддалена), Остроумова (Джованна), Петров (Граф Монтероне), Ионов (Марулло), Шевцов (Борса), Маслов (Граф Чепрано), Седых (Графиня Чепрано), Грибова (Паж), Терёхин (Офицер). Хор ГАБТ СССР, гос. симфонический оркестр СССР. Дирижёр — Самуил Самосуд.

Д. Пуччини. «Богема» (Мими)
- 1948 — Лемешев (Рудольф), Лисициан (Марсель), Захаров (Шонар), Добрин (Колен), Демьянов (Бенуа), Сахарова (Мюзетта), Беланов (Альциндор), Фомичев (Парпиньоль), Антоненко (Сторож). Дирижёр — Самуил Самосуд.

Ш. Гуно. «Ромео и Джульетта» (Джульетта)
- 1948 — Лемешев (Ромео), Остроумова (Гертруда), Петров (Капулетти), Назаренко (Парис), Бурлак (Меркуцио), Черняков (Тибальт), Соколова (Стефано), Скобцов (Герцог Вероны), Годовкин (Бенволио), Михайлов (Отец Лоран), Сипаев (Грегорио), хор и оркестр Большого театра, дирижёр — В. Небольсин.

Ж. Массне.  «Манон» (Манон), первое действие
- 1948 — Лемешев (Де Грие), Бурлак (Леско), Якушенко (Гийом), Сахарова (Пуссетта), Градова (Жавотта), Долуханова (Розетта), Королев (Бретиньи), Демьянов (Хозяин гостиницы). Хор и оркестр ВРК, дирижёр — С. Самосуд.

Н. А. Римский-Корсаков. «Майская ночь» (Панночка)
- 1948 — Лемешев (Левко), Борисенко (Ганна), Воловов (Каленик), Красовский (Голова), Вербицкая (Свояченница), Шевцов (Винокур), Тютюнник (Писарь), Клягина, Грибова, Инсарова. ГАБТ СССР, дирижёр — В. Небольсин.
С. Монюшко. «Галька» (Зофья)
  - 1952 — Соколова (Галька), Нэлепп (Йонтек), Лисициан (Януш), Красовский (Дземба), Соловьев (Стольник), Долгий  (Запевала), Годовкин, Филин (гости). ГАБТ СССР, дирижёр — К. Кондрашин.

Л. ван Бетховен. «Фиделио» (Марселина)
- 1957 — Вишневская (Леонора), Нэлепп (Флорестан), Нечипайло (Фернандо), Щегольков (Рокко), Чекин (Жакино), Ал. Иванов (Пизарро), Румянцев (помощник Пизарро), Власов (1-й узник), Фокин (2-й узник), хор и оркестр ГАБТ СССР, дирижёр — А. Ш. Мелик-Пашаев.

К. Целлер. «Продавец птиц» (Герцогиня Мария)

1957 — Вишневская Кристина), Клещева (Аделаида), Тихонов (Барон Вепс), Тимченко (Барон Станислав), Ивановский (Адам), Ценин (Колибриус), хор и оркестр Всесоюзного радио, дирижёр — Г. А. Столяров

Ж. Бизе «Кармен» (Микаэла)
- 1959 (13 июня) — Дель Монако (Хозе), Архипова (Кармен), Лисициан (Эскамилио), Фокин (Цунига), Большаков (Моралес), Белоусова-Шевченко (Фраскита), Косицына (Мерседес), Ионов (Данкайро), Захаров (Ремендадо). Хор и оркестр ГАБТ СССР, дирижёр — А. Ш. Мелик-Пашаев.

М. И. Красев. «Морозко» (Дуня)
- 1949 — А. С. Пирогов (Морозко), В. И. Якушенко (Дед), А. К. Турчина (Баба), Островская (Фроська), Л. Яковлев (Волк), Н. В. Литвинов (чтец), смешанный хор и оркестр Отдела вещания для детей Всесоюзного радиокомитета (хормейстер — И. М. Кувыкин), детский хор Народного дома культуры железнодорожников (художественный руководитель — С. О. Дунаевский), дирижёр — А. П. Чугунов, режиссёр — Н. Литвинов.

### Сборники
- 2005 — Из серии «Великие исполнители России XX века». Ирина Масленникова. Песни, романсы, арии из опер. (mp3)

Студия «Aquarius» (Россия):
- 2005 — Ирина Масленникова. Арии из опер Глинки, Римского-Корсакова, Моцарта, Беллини, Верди (CD).
- 2005 — Ирина Масленникова. Песни и романсы (CD).
- 2006 — С. Лемешев, И. Масленникова. Арии и дуэты из опер (CD).
- 2006 — С. Лемешев, И. Масленникова. Фрагменты из опер Массне и Гуно (CD).
- 2008 — Поют С. Лемешев, П. Лисициан, И. Масленникова (DVD).

## Награды и звания
- Заслуженная артистка РСФСР (27 мая 1951 года)
- Народная артистка РСФСР (1957 год)
- Орден Дружбы (21 мая 2007 года) — за заслуги в области культуры и искусства, многолетнюю плодотворную деятельность[2]
- Орден Трудового Красного Знамени (25 мая 1976 года) — за заслуги в развитии советского музыкального и хореографического искусства и в связи с 200-летием Государственного академического Большого театра СССР[3]